# Одронка
Одронка — река в России, протекает по Калужской области. Правый приток Сорочки.

## География
Река Одронка берёт начало около посёлка Мызин. Течёт на юго-запад через сосновые и берёзовые леса. Устье реки находится у деревни Милюгановский в 3,8 км по правому берегу реки Сорочка. Длина реки составляет 10 км.

## Данные водного реестра
По данным государственного водного реестра России относится к Окскому бассейновому округу, водохозяйственный участок реки — Ока от города Белёв до города Калуга, без рек Упа и Угра, речной подбассейн реки — бассейны притоков Оки до впадения Мокши. Речной бассейн реки — Ока.
Код объекта в государственном водном реестре — 09010100512110000020155.